# Kapsa robusta
Kapsa robusta är en insektsart som beskrevs av Irena Dworakowska 1981. Kapsa robusta ingår i släktet Kapsa och familjen dvärgstritar. Inga underarter finns listade i Catalogue of Life.